# Double Dragon (serie)

Schermata del primo Double Dragon arcade; a sinistra il protagonista Billy e a destra un Abobo

Double Dragon (双截龍?, Daburu Doragon) è una serie di videogiochi, prevalentemente di genere picchiaduro a scorrimento, iniziata con il videogioco arcade Double Dragon pubblicato dalla Technos Japan Corporation nel 1987. La serie è incentrata sui combattimenti da strada con arti marziali contro bande criminali. Sono stati prodotti numerosi seguiti e altri media nei decenni successivi.

## Storia
Il primo Double Dragon uscì all'inizio di un periodo di grande popolarità dei picchiaduro a scorrimento, tra fine anni '80 e inizio '90. Fu uno dei titoli più apprezzati e molto influente sul suo genere, grazie anche a caratteristiche innovative come gli scenari dotati di movimento in profondità (2,5D) e di alcune piattaforme su cui arrampicarsi, la possibilità di raccogliere diverse armi, anche improvvisate da rissa, e il multigiocatore cooperativo.
I due seguiti arcade, Double Dragon II: The Revenge (1988) e Double Dragon 3: The Rosetta Stone (1990), furono anch'essi ben accolti dalla critica e dal pubblico. Il quarto titolo, Super Double Dragon (1992) uscito solo per console Super Nintendo, non ebbe altrettanto successo e segnò l'inizio di una decadenza della saga, che negli anni seguenti perse la sua fama tra il grande pubblico. Double Dragon (1995), spin-off di genere picchiaduro a incontri, ancora della Technos, e Double Dragon Advance (2003, Atlus), non bastarono a far ridecollare la serie dal punto di vista commerciale.
Double Dragon fu una delle prime saghe videoludiche a espandersi ampiamente in altri media, ispirando una serie a fumetti, la serie d'animazione Due draghi per una cintura nera (1993) e il film Double Dragon (1994), con Paul Dini tra gli autori. Il film comunque fu dozzinale e un insuccesso che non riuscì a recuperare tutti gli 8 milioni di dollari di costo.
Negli anni la produzione di giochi originali ha continuato da parte di diverse aziende.
Nel 2015 i diritti sul marchio di Double Dragon sono stati acquisiti dalla Arc System Works, già autrice della conversione per Sega Master System del primo arcade nel 1988. Arc System ha pubblicato Double Dragon IV (2017), gioco in stile rétro.

## Videogiochi
- Double Dragon (1987)
- Double Dragon II: The Revenge (1988)
- Double Dragon 3: The Rosetta Stone (1990), o The Sacred Stones per NES (1991)
- Super Double Dragon (1992)
- Double Dragon V: The Shadow Falls (1994) di genere picchiaduro a incontri
- Double Dragon (1995) di genere picchiaduro a incontri
- Double Dragon Advance (2003)
- Double Dragon (2004) per cellulari J2ME, della Bandai[4]
- Double Dragon EX (2005) per cellulari J2ME, della Bandai[5]
- Double Dragon (2009) per Zeebo
- Double Dragon (2011) per iOS, Android[6]
- Double Dragon Neon (2012)[7]
- Double Dragon II: Wander of the Dragons (2013)
- Double Dragon IV (2017)
- Double Dragon Gaiden: Rise of the Dragons (2023), con elementi del genere roguelike[8]
- Double Dragon Revive (2025)[9]

Crossover
- Battletoads & Double Dragon: The Ultimate Team (1993), crossover
- River City Girls 2 (2022), DLC Double Dragon, uscito il 12 novembre 2024[10]

Nel 2002 la software house messicana Evoga insieme a BrezzaSoft e Noise Factory produsse Rage of the Dragons, un picchiaduro a incontri che doveva essere un ulteriore sequel di Double Dragon, ma la Technos si rifiutò di concedere i diritti e di conseguenza il titolo è solamente ispirato alla saga. Varie parti di trama sono simili, i protagonisti si chiamano ancora Billy e Jimmy e uno dei cattivi, qui chiamato Abubo, ricorda molto Abobo.

## Altri media
- Nel 1989 la Tiger Electronics produsse un omonimo gioco elettronico portatile LCD ispirato a Double Dragon. Ne pubblicò anche una versione a orologio da polso, con gameplay differente[12]. Uscirono poi due giochi LCD basati su Double Dragon II: The Revenge[13] e su Double Dragon 3: The Rosetta Stone[14].
- Sempre nel 1989 la Tiger Electronics pubblicò anche un gioco da tavolo, Double Dragon - The Board Game; scopo del gioco, per 2-4 giocatori, è quello di farsi strada tra gli stessi scenari del videogioco[15]. Lo stesso anno la Tiger pubblicò un gioco da tavolo più semplice per 2 giocatori, in formato portatile da viaggio, nella collana Klix Pocket Travel Games[16].
- Nel 1991 la Marvel Comics ha pubblicato un fumetto basato su Double Dragon[17], stravolgendo la trama originale del videogioco: i fratelli Lee in questo caso sono eredi di una forza soprannaturale, la Forza del Drago, e un demone di nome Nightfall è l'antagonista principale della vicenda. La storia propone Marian nei panni di una poliziotta, parte che interpreterà anche nel videogioco Super Double Dragon.
- Nel 1993 la DiC Entertainment ha prodotto una serie animata di 26 episodi basata su Double Dragon, e proposta in TV anche in Italia col nome Due draghi per una cintura nera. Nel cartone animato l'antagonista è Shadow Master, presente anche nel videogioco Double Dragon V: The Shadow Falls.
- Nel 1994 è stato prodotto il film Double Dragon, ispirato al videogioco, diretto da James Yukich e scritto dal team di Paul Dini.

## Personaggi
- I protagonisti sono i fratelli Billy Lee e Jimmy Lee, duri da strada e grandi esperti dell'arte marziale Sou-Setsu-Ken (tecnica puramente inventata). Questi nomi vennero introdotti almeno dalla conversione di Double Dragon per Famicom (1988),[18] ma nell'originale arcade i protagonisti erano ancora senza nome;[19] sul cabinato occidentale della Taito anzi vennero chiamati Hammer e Spike[20]. In molti dei giochi si controlla Billy, mentre Jimmy è controllato dall'eventuale secondo giocatore in modalità cooperativa, e tipicamente sono vestiti uno di blu e l'altro di rosso. Nella serie animata sono doppiati da Diego Sabre e Ivo De Palma e nel film sono interpretati da Scott Wolf e Mark Dacascos. Double Dragon 3: The Rosetta Stone presenta uno scenario internazionale dove fa la sua apparizione anche Sonny Lee, terzo fratello in abito giallo.

- Willy Mackey è il boss finale del primo Double Dragon, dove è il capo della banda dei Black Warriors ed è l'unico personaggio dotato di arma da fuoco, una mitragliatrice, da cui il soprannome Machine Gun Willy. È l'antagonista principale anche in Double Dragon II: The Revenge. Secondo il game director Yoshihisa Kishimoto, il suo aspetto era ispirato al protagonista del film Interceptor - Il guerriero della strada, una sorta di cavaliere del futuro, mentre il suo rude viso era ispirato all'attore Robert De Niro di cui Kishimoto era fan. Il ben studiato personaggio divenne uno degli antagonisti più noti nei videogiochi degli anni '80.[21]

- Tra i numerosi scagnozzi delle bande affrontate dai protagonisti, uno particolarmente celebre è Abobo. Compare abbastanza presto nel primo Double Dragon, come primo nemico particolarmente grosso e difficile, che entra in scena sfondando un muro. Inizialmente un gigante calvo e baffuto a torso nudo, ricompare in diverse varianti nei primi due Double Dragon e in seguito in vari altri seguiti nonché nella serie animata e nel film. Gli è stato dedicato anche un apprezzato gioco freeware non ufficiale, Abobo's Big Adventure (2012). Compare in chiave parodistica anche in due giochi della serie Street Gangs, River City Ransom: Underground e River City Girls.[2]

- Marian, amica dei protagonisti, viene introdotta nel primo Double Dragon con il ruolo della damigella in pericolo. In Double Dragon II: The Revenge ci fu uno storico colpo di scena: nell'introduzione, Marian viene uccisa da Willy Mackey a colpi di mitra.[21] Ricompare comunque in molti altri titoli; nella serie animata è doppiata da Veronica Pivetti e nel film è interpretata da Alyssa Milano.